# 싱가포르 항공 321편 기체 요동 사고

지도

싱가포르 항공 321편 기체 요동 사고는 2024년 5월 21일 일어난 항공 사고이다. 싱가포르 항공 321편(보잉 777-300ER)이 안다만해 상공을 통과하던 중 난기류를 만나 수완나품 공항으로 회항했다. 이 일로 인해 승객 1명이 숨졌다.

## 같이 보기
- 싱가포르 항공
- 난기류